# Max Knüttel
Max Knüttel (* 24. Januar 1883 in Barmen; † 4. März 1955 in Berlin) war ein deutscher Architekt und Manager in der Bauwirtschaft. Unter anderem wirkte er als Vorstandsmitglied der Berliner Bauunternehmung Boswau & Knauer AG.

## Leben

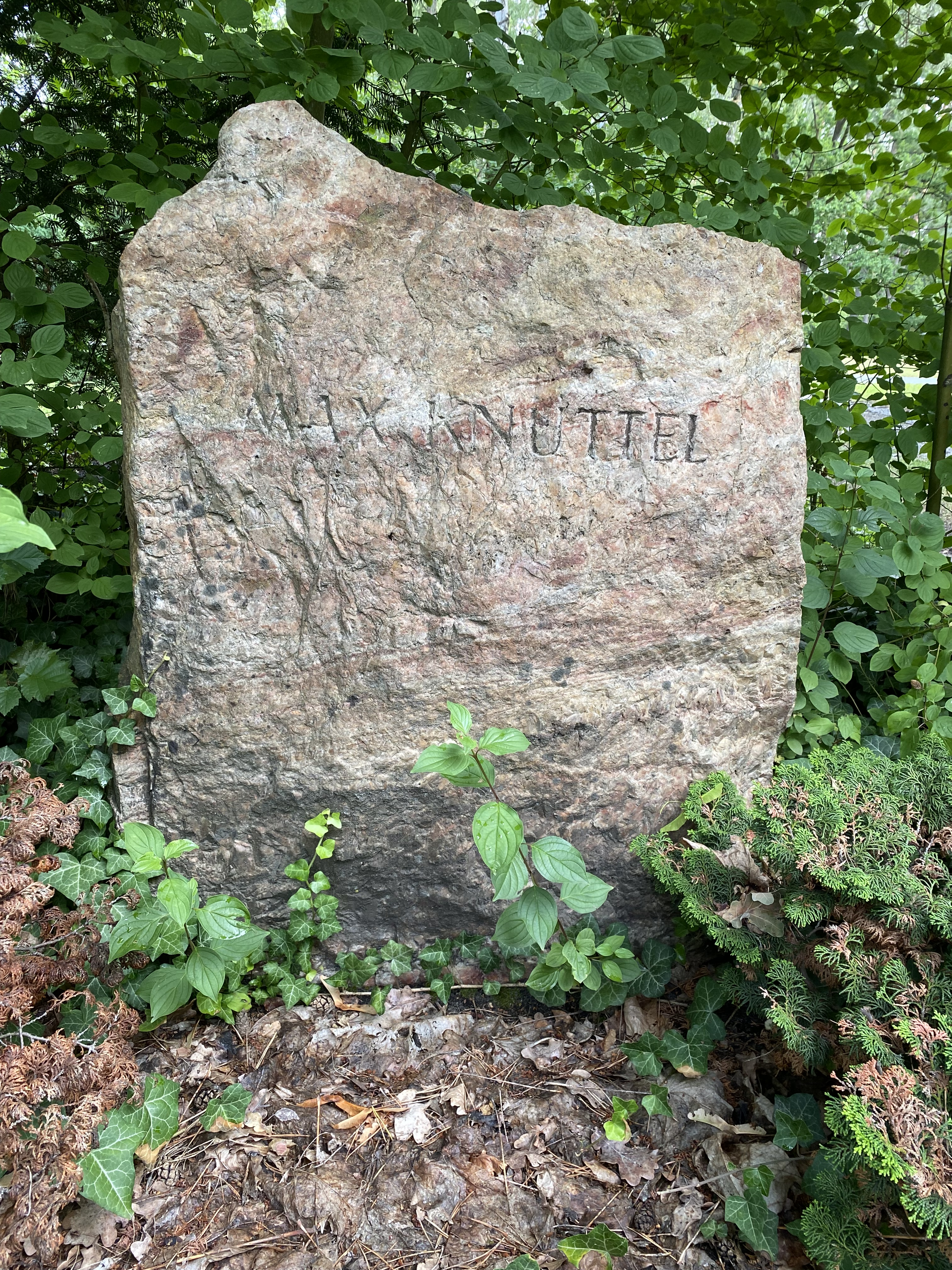
Grabstätte auf dem Waldfriedhof Zehlendorf

Max Knüttel besuchte ein Realgymnasium und eine Baugewerkschule, anschließend studierte er an der Technischen Hochschule (Berlin-)Charlottenburg. Seine erste Anstellung erhielt er im Berliner Architekturbüro Altgelt und Schweitzer. Bereits im Alter von 25 Jahren wurde er 1908 Geschäftsführer der Bauunternehmung Arnold Kuthe. Anfang 1924 wechselte er in die Leitung der Bauunternehmung Boswau & Knauer AG.
Im Zuge der Weltwirtschaftskrise engagierte sich Knüttel als Mitglied im Reichsverband der Deutschen Industrie sowie der Vereinigung Deutscher Arbeitgeberverbände für die Außerkraftsetzung der arbeitsrechtlich formulierten so genannten „Zwangsschlichtungen“ bei Tarifstreitigkeiten zwischen Arbeitnehmern und Arbeitgebern. Stattdessen wollte er zur Wiederbelebung der deutschen Wirtschaft durch „freie Vereinbarung mit den Arbeitnehmern“ eine Senkung der Lohnkosten bis zu 25 Prozent erreichen. Auch sollten die Lohnkostenzuschüsse abgeschafft werden, stattdessen lieber die Unternehmen selbst subventioniert werden. Hierzu suchte Knüttel am 29. Januar 1931 Reichskanzler Heinrich Brüning auf, gemeinsam mit anderen Arbeitgeber-Vertretern, namentlich Ludwig Kastl, Roland Brauweiler, Rudolf Blohm (Blohm & Voss), Abraham Frowein und Friedrich Dorfs (Krupp-Hüttenwerk Rheinhausen). An dem Treffen nahmen auch die Ministerialdirektoren Viktor von Hagenow und Heinrich Vogels sowie der Reichsfinanzminister Hermann Dietrich und der Reichsarbeitsminister Adam Stegerwald teil. Stegerwald trat den Forderungen der Arbeitgebervertreter zur Außerkraftsetzung der Schlichtung entschieden entgegen, wenngleich auch er in der Verfahrensprozedur große, jedoch reformierbare Mängel sah. Ein Abschaffung würde die Sozialdemokraten in Opposition zur amtierenden Regierung bringen und würde eine rechtsextreme Regierung, gar eine Diktatur befördern.
Den Forderungen von Max Knüttel und anderen Vertretern der Großindustrie wurde vor dem Ende der Weimarer Republik offenbar nicht entsprochen, stattdessen kam es keine zwei Jahre nach der Zusammenkunft in Berlin tatsächlich zur Machtübernahme durch die Nationalsozialisten.
Max Knüttels Grab befindet sich auf dem Waldfriedhof Zehlendorf (Abteilung VII W 115).

## Auszeichnungen
Die Technische Hochschule Braunschweig verlieh Knüttel am 22. Dezember 1931 die Ehrendoktorwürde (Dr.-Ing. E. h.) und ernannte ihn am 3. Januar 1953 zum Ehrensenator.